# Отношения Израиля и Ниуэ
Отношения Израиля и Ниуэ — двусторонние исторические и настоящие дипломатические, политические, экономические, культурные и проч. отношения между Государством Израиль и Ниуэ.
Дипломатические отношения между двумя странами были установлены 3 августа 2023 года.
Израильский посол, аккредитованный на Ниуэ, работает из Веллингтона (Новая Зеландия). Он также аккредитован на Острова Кука, Самоа и Тонга.

## Правовой статус Ниуэ
Ниуэ является самоуправляемым государственным образованием в свободной ассоциации с Новой Зеландией. Это подразумевает самостоятельность Ниуэ в решении внутренних вопросов территории, нахождение в составе Королевства Новой Зеландии, возглавляемого монархом Новой Зеландии королём Карлом III, и предоставление жителям Ниуэ новозеландского гражданства. Новая Зеландия, в свою очередь, отвечает за оборону и внешнюю политику острова, а также оказывает административную и экономическую поддержку Ниуэ.
Справочник по практике органов Организации Объединенных Наций (англ. Repertory of Practice of United Nations Organs) имеет запись от 1988 года, где говорится, что «Будущее участие Новой Зеландии в своих международных договорах не будет более распространяться на Ниуэ». В 1993 году Ниуэ стала членом ЮНЕСКО, а в 1994 году — членом Всемирной Оргазинации Здравоохранения. В этом же году секретариат ООН «признал полную договороспособность Ниуэ».
Таким образом Ниуэ проводит собственную внешнюю политику и заключает двусторонние договора с другими странами как независимое государство. Новая Зеландия, тем не менее, отвечает за оборону и внешнюю политику Ниуэ по запросу последней. По состоянию на сентябрь 2016 года всего 20 стран поддерживали официальные дипломатические отношения с Ниуэ. Первым послом иностранного государства, аккредитованным на Ниуэ стал посол КНР в Новой Зеландии Zhang Limin в октябре 2008.

## История
1 июля 1994 года Израиль и Новая Зеландия подписали договор, в котором говорилось: «В случае ассоциации Новой Зеландии с Островами Кука и Ниуэ соответствующие конституционные акты предусматривают, что, хотя эти территории будут самоуправляющимися, „Её Величество Королева по праву Новой Зеландии“ сохранит ответственность за внешней политикой и обороной… Однако следует также отметить, что существует ряд случаев, когда ненезависимым субъектам разрешается участвовать в международных организациях, хотя это происходит почти только в случаях ассоциированной государственности.».
В некоторых источниках сообщалось, что Израиль и Ниуэ установили дипломатические отношения в 2008 году.
5 августа 2023 года СМИ сообщили, что израильский посол в Новой Зеландии Ран Яакоби прибыл в Ниуэ, где встретился с премьер-министром этой страны, Далтоном Эмани Макамау Тегелаги. На встрече был подписан договор об установлении дипломатических отношений между двумя странами. Кроме того, стороны договорились о сотрудничестве в сфере водного и сельского хозяйства. Во время нахождения посла Яакоби в Ниуэ, в правительственной резиденции был также устроен приём в честь 75-летия Государства Израиль — на нём было официально объявлено об установлении дипломатических отношений между странами.